# Limoilou
Pour les articles homonymes, voir Limoilou (homonymie).
Limoilou est un secteur de la ville de Québec.

## Géographie
Limoilou est divisée en trois quartiers :
- Vieux-Limoilou ;
- Lairet ;
- Maizerets.

## Histoire
Limoilou voit le jour par division de la municipalité de Saint-Roch-de-Québec-Nord en 1893. Elle est le résultat du regroupement de villages d'ouvriers d'Hedleyville, New Waterford, La Canardière, Stadacona, Parkeville et Gros-Pin.
Elle se fusionne à Québec en 1909. Entre 2002 et 2009, Limoilou forme un des arrondissements de la ville. Elle occupe désormais seulement une partie de l'arrondissement de La Cité-Limoilou.

### Liste des maires de Limoilou
- 1893-1896 : Edmond Trudel
- 1896-1900 : Philippe Landry
- 1900-1901 : Raoul Renaud
- 1901-1903 : Edmond Julien
- 1903-1905 : Étienne Bois
- 1905 : Philibert Boucher
- 1905 : Pierre Picard
- 1905-1908 : Edmond S. Bois
- 1908-1909 : Eugène Leclerc

### Hommages toponymiques
- La rue Julien a été nommée en l'honneur du maire Julien, en 1937, dans la ville de Québec.
- La rue Leclerc a été nommée en l'honneur du maire Leclerc, en 1909, dans la ville de Québec.
- La rue Saint-Eugène a été nommée en l'honneur maire Leclerc, en 1932, dans la ville de Québec.

## Galerie

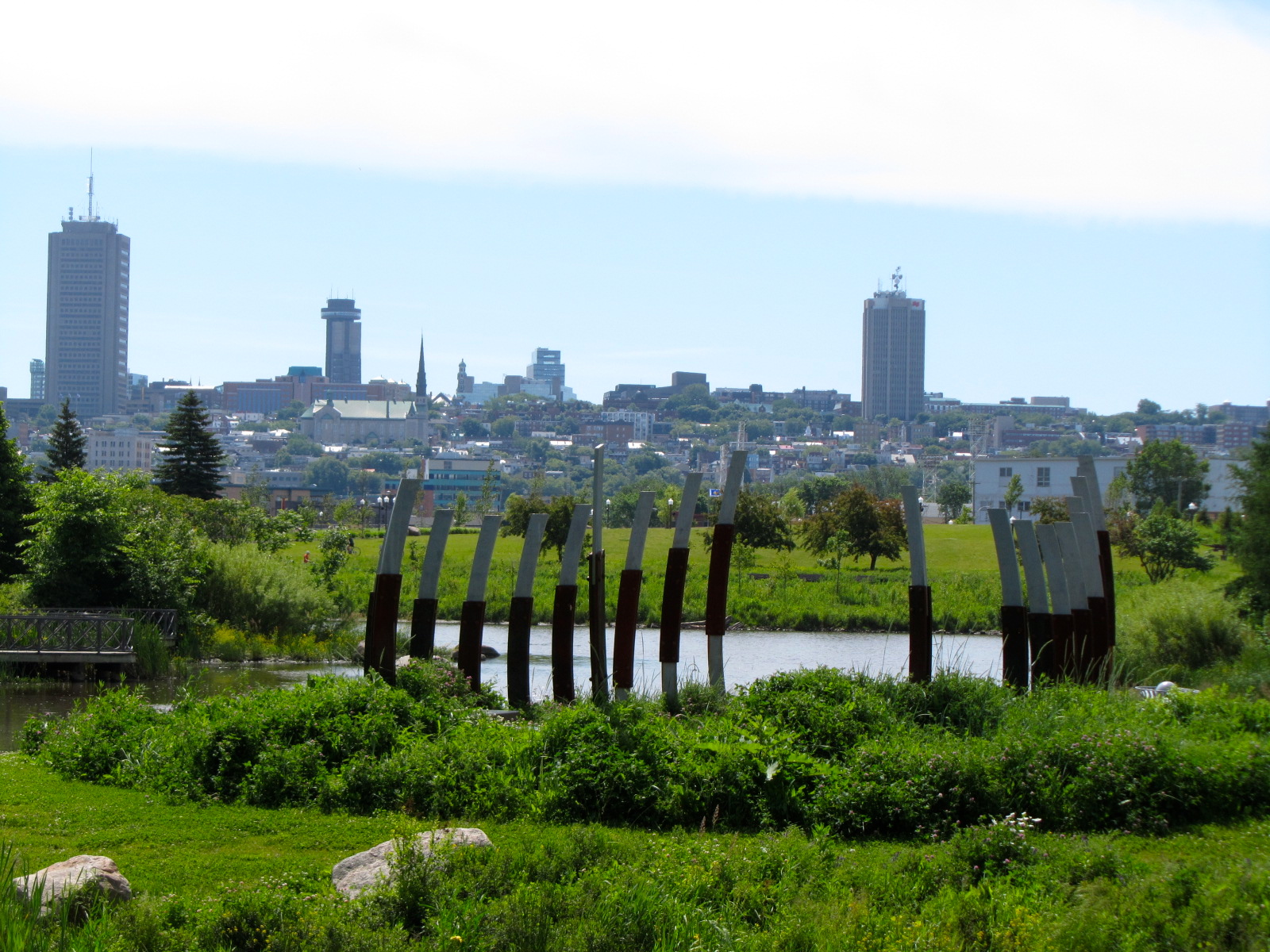
Lieu historique national Cartier-Brébeuf au bord de la rivière Saint-Charles
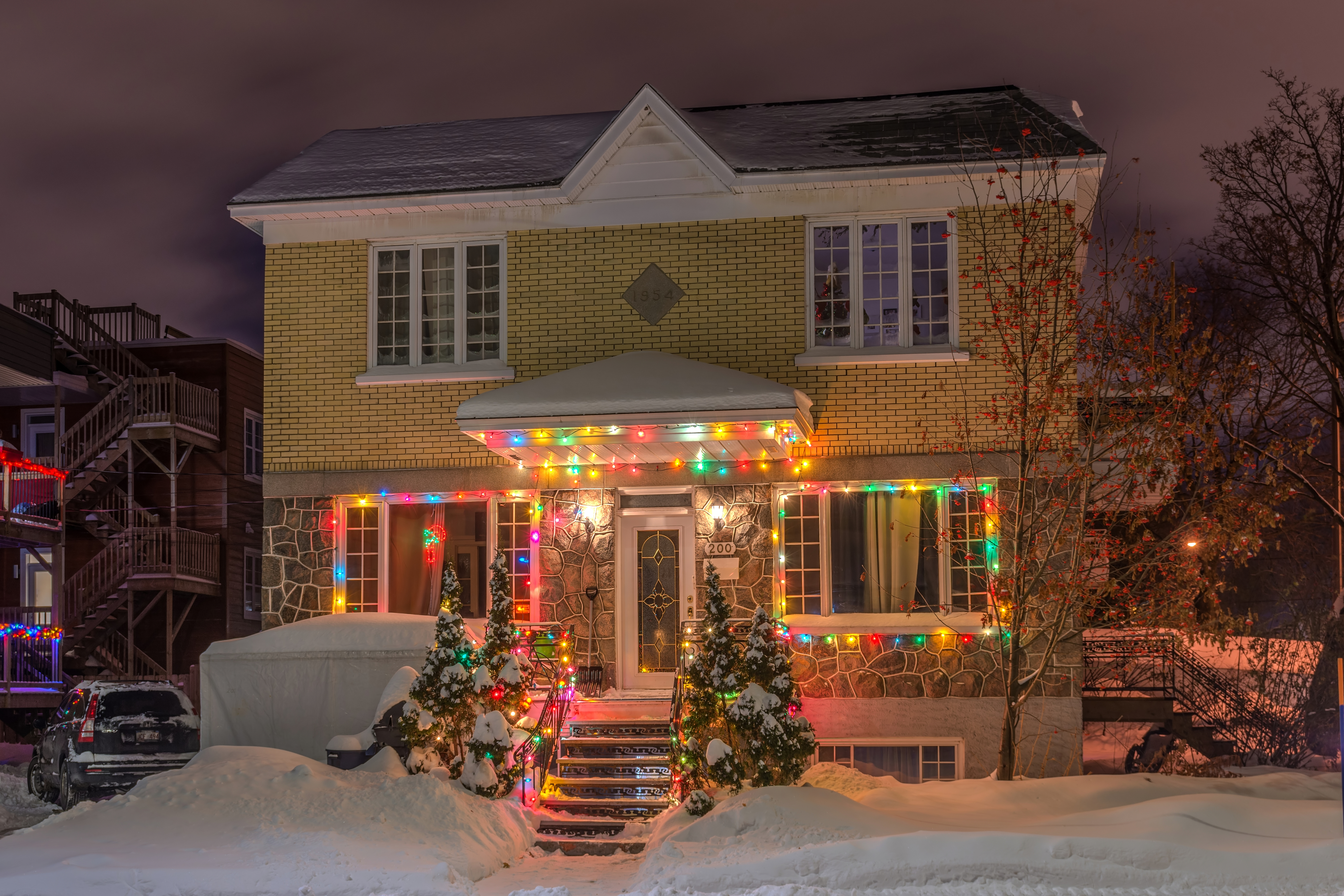
Maison dans Lairet décorée pour Noël
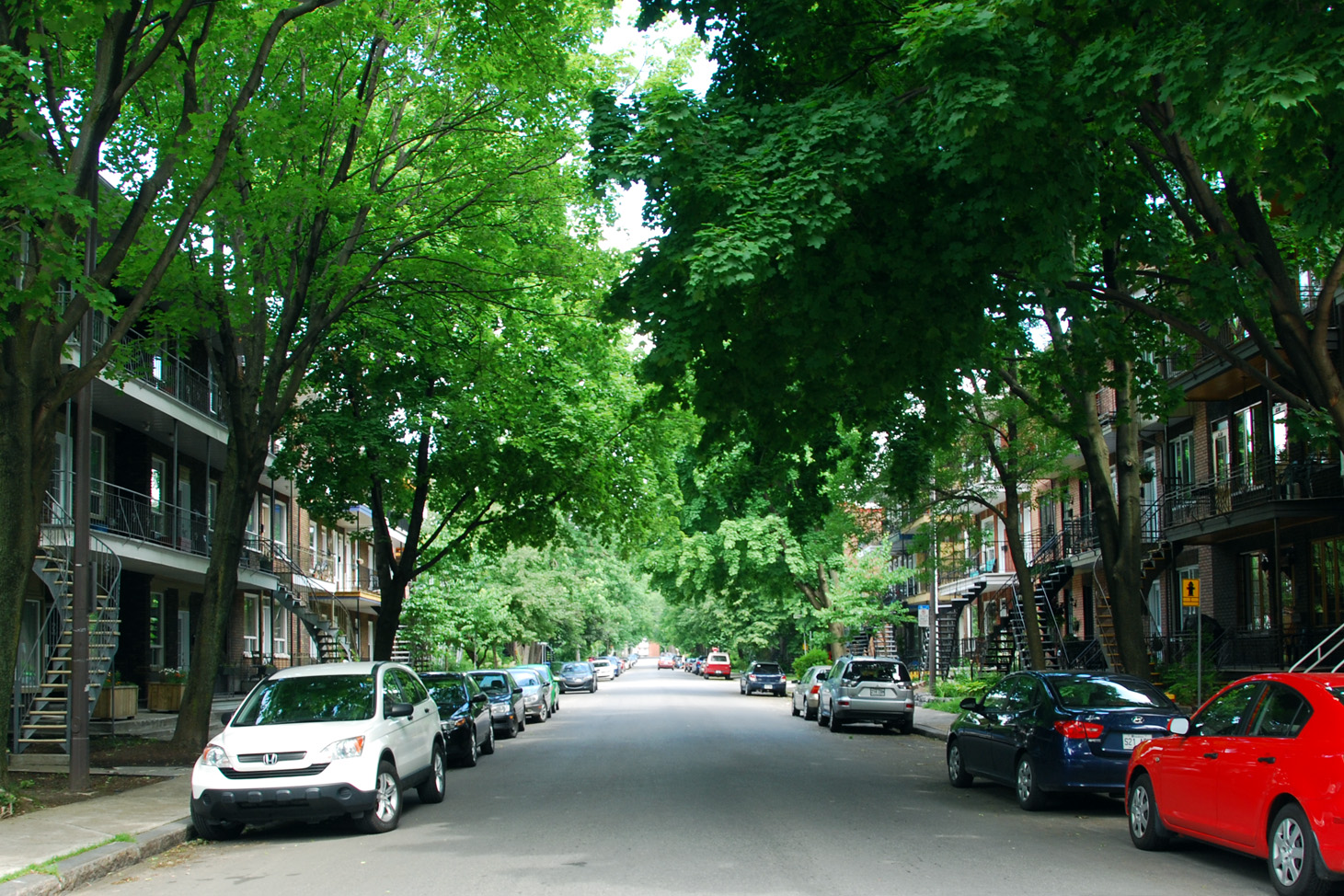
Une rue résidentielle du Vieux-Limoilou
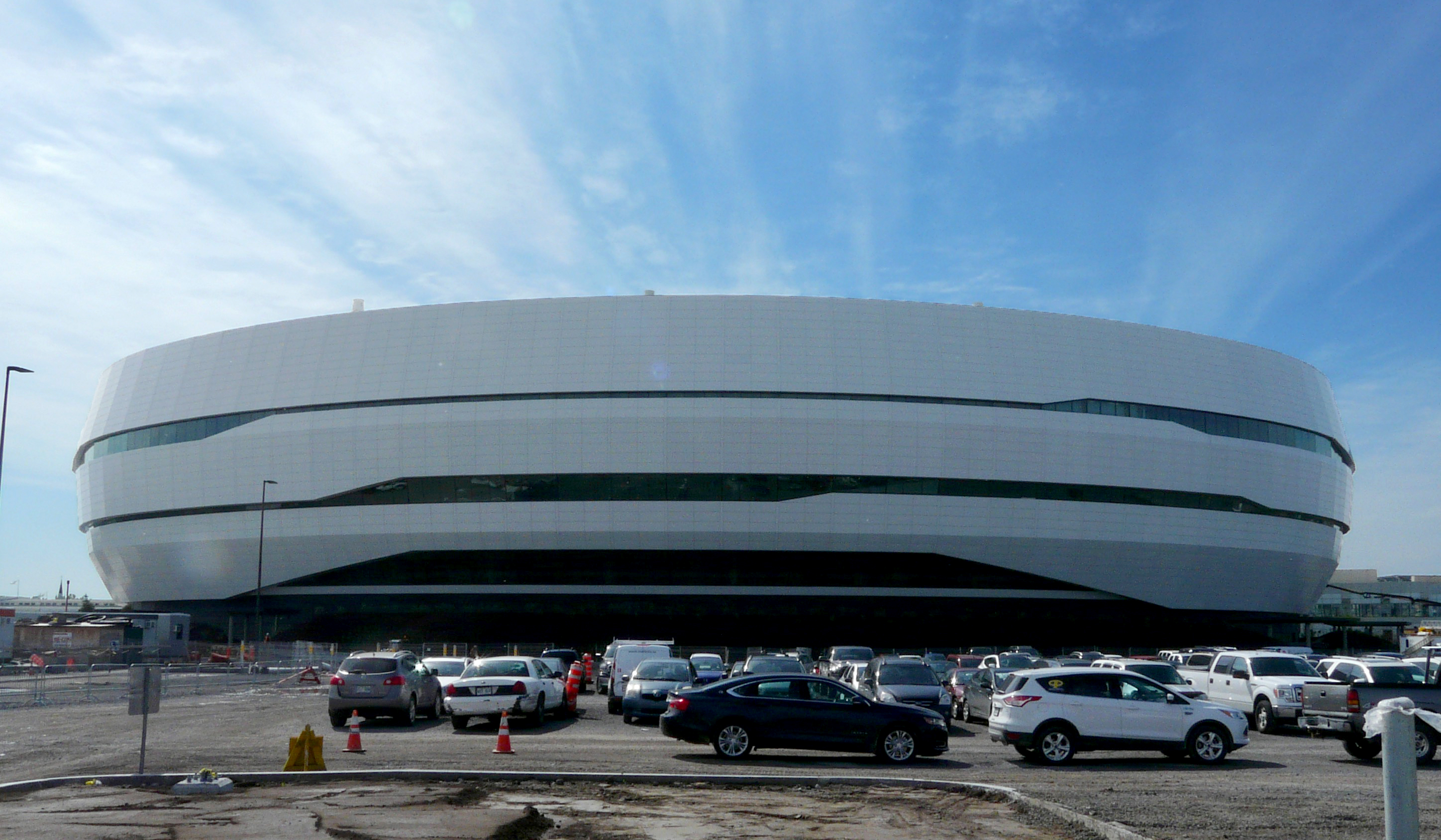
Le Centre Vidéotron
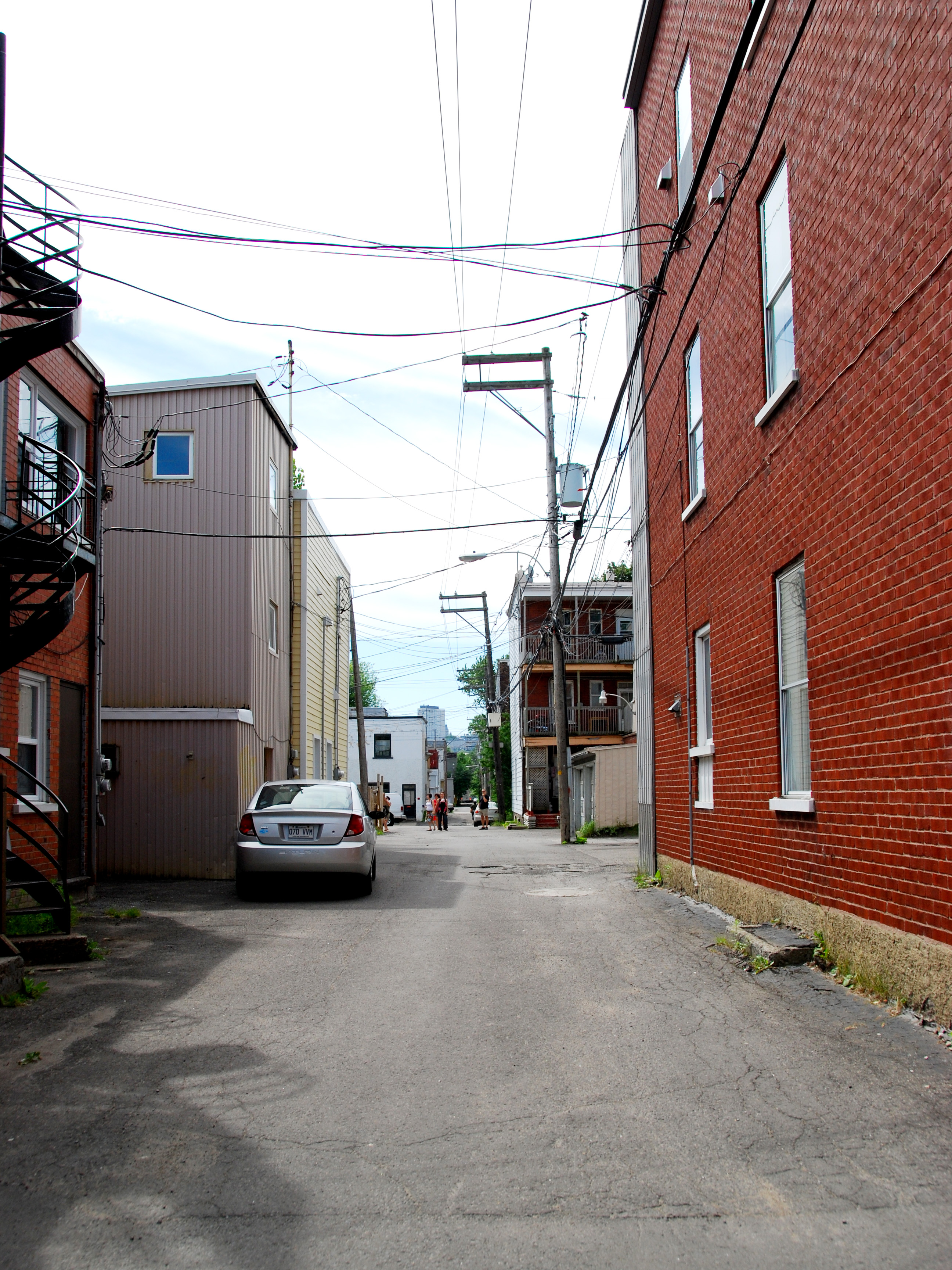
Ruelle entre la 1re et le 2e avenue
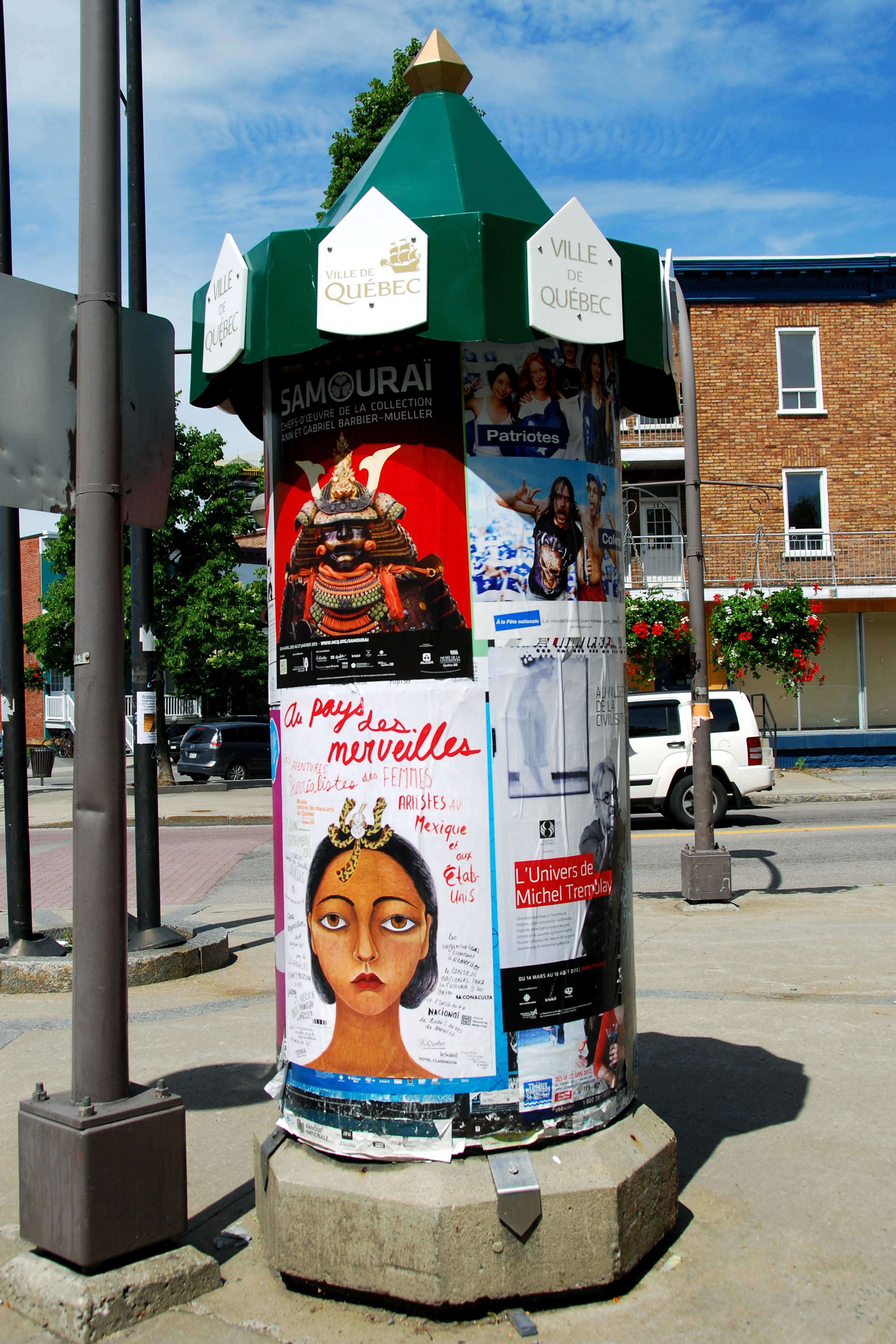
Une colonne Morris
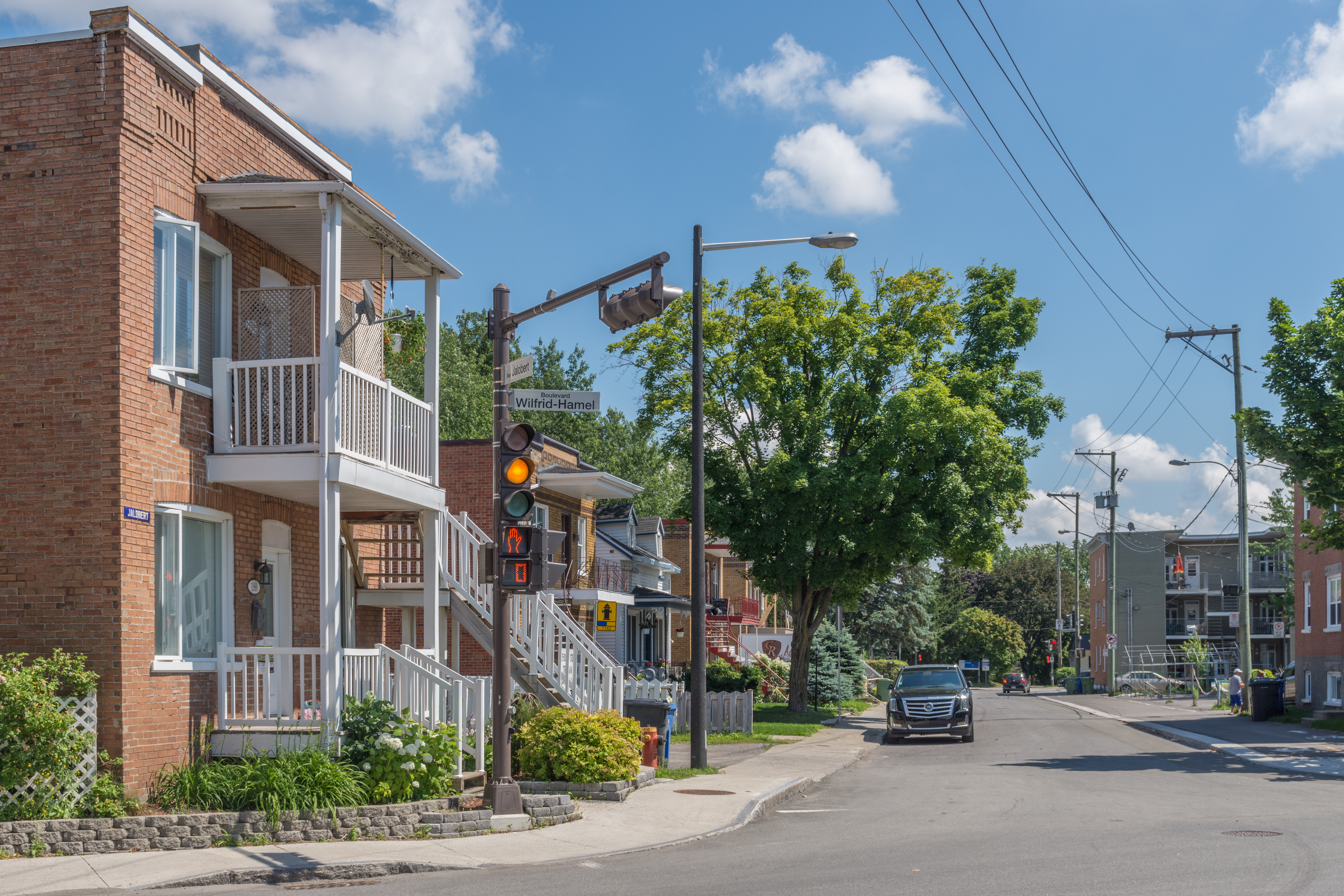
Rue Jalobert, dans le sud de Lairet